# Steve Holland (sceneggiatore)
Steve Holland (29 aprile 1968) è uno sceneggiatore, produttore televisivo e scrittore statunitense.

## Biografie
Ha scritto e prodotto per molte serie televisive statunitensi tra cui Perfetti... ma non troppo, Le regole dell'amore, iCarly e The Big Bang Theory.